# Command & Conquer: Rivals
Command & Conquer: Rivals — це безкоштовна мобільна стратегічна гра в реальному часі, заснована на «тиберієвій підсерії» Command & Conquer. Гра вийшла на Android та iOS 4 грудня 2018 року.

## Геймплей
Command and Conquer: Rivals — це змагальна багатокористувацька стратегічна гра в реальному часі. Пропонується грати за Глобальну оборонну ініціативу або Братство Нод, де кожна фракція має унікальні здібності та юнітів.
Сутички відбуваються на полі з шестикутною розміткою, де в протилежних кінцях розташовані бази учасників. Кожна база має 3 майданчика для додаткових споруд. Між базами містяться контрольні зони, кристали тиберію та ракетна шахта. Коли одна зі сторін поміщає своїх юнітів на більшу кількість контрольних зон, ніж суперник, у шахті починає готуватися запуск ядерної ракети. Її атака завдає суттєвої шкоди по базі суперника та навколишніх клітинках. Аби захопити та утримувати контрольні зони, слугують різноманітні війська, що поділяються на піхоту, техніку та авіацію. Деякі з них мають унікальні здібності. Наприклад, стелс-танк лишається невидимим, поки з ним не зіткнеться піхота. Щоб викликати війська на поле бою, потрібно витратити певну кількість тиберію, який автоматично добувається комбайнами, та збудувати відповідні споруди на базі за тиберій.
Склад армії залежить від колекційних карток, якими володіє гравець. У колоді під час бою наявні 6 заздалегідь обраних карток. Нові картки можна отримати як винагороду за перемоги, або купити за реальні гроші, що конвертуються в «діаманти». Картки запаковані в віртуальні кейси, вміст яких наперед невідомий, але, залежно від рідкісності кейса, в ньому гарантовано будуть юніти певної сили. Окремо за перемоги чи реальні гроші отримуються монети, що витрачаються на посилення конкретних юнітів, коли гравець має достатньо однакових карток.
Обраний командир визначає додаткові здібності. Також від рівня його досвіду залежить якими картками він може користуватися в бою. Досвід заробляється за перемоги та, меншою мірою, за поразки. Якщо гравцеві вдається перемогти суперника суттєво вищого рівня чи вищої позиції в турнірній таблиці, він отримує додатковий досвід і турнірні очки.

## Розробка
Гру було представлено на EA Play 2018 з демонстрацією ігрового процесу, що робить її першою грою Command & Conquer від EA після Command & Conquer: Tiberium Alliances 2012 року. Того ж дня в Google Play була випущена пре-альфа-версія гри. Грега Блека, який працював над різними іграми Command & Conquer, було найнято для розробки бою в грі.

## Сприйняття
Command and Conquer: Rivals широко критикували гравці за те, що вона була обмеженою мобільною грою, а не повноцінною стратегією в реальному часі, якими відома франшиза Command and Conquer. Генеральний менеджер Redwood Studios Майкл Мартінез відповів, що команда сподівається створити чудову стратегію в реальному часі для мобільних платформ. Він також закликав шанувальників серіалу дати цій грі шанс.
Критики сприйняли Rivals неоднозначно. На Metacritic оцінка гри складає 71/100.
Command & Conquer: Rivals була номінована у категорії «Пісня/музика — мобільна відеогра» на Hollywood Music in Media Awards.